# Niubi Hu
Niubi Hu (chinesisch 牛屄湖) ist ein kleiner See an der Ingrid-Christensen-Küste des ostantarktischen Prinzessin-Elisabeth-Lands. Er liegt nordwestlich des Discussion Lake auf der Halbinsel Broknes in den Larsemann Hills.
Chinesische Wissenschaftler benannten ihn 1993 im Zuge von Vermessungs- und Kartierungsarbeiten.